# Флоренс Баркер (плавчиня)
Флоренс Баркер (англ. Florence Barker; 1 січня 1908–1986) — британська плавчиня.
Призерка Олімпійських Ігор 1924 року.